# Sibir (brise-glace, 2017)
Pour les articles homonymes, voir Sibir (brise-glace).
Sibir (russe : Сибирь; français : Sibérie) est l'un des brise-glace à propulsion nucléaire russe issus du « Projet 22220 ». Construit par le chantier de la Baltique à Saint-Pétersbourg, il a été mis en chantier en 2015, mis à l'eau en 2017 et livré en décembre 2021.
C'est le second navire de la classe Arktika II à avoir été étudié, construit et lancé, après son sistership l'Arktika. Comme ce dernier, le Sibir a été précédé par des navires qui ont porté ce nom : 
- le Sibir un brise-glace soviétique lancé en 1937 sous le nom de Iosef Stalin et rebaptisé en 1956,
- le Sibir un brise-glace à propulsion nucléaire soviétique de classe Arktika en service de 1977 à 1992.

## Génèse du projet
A la fin des années 1980, les instituts de recherche et les bureaux d'études russes ont développé un successeur aux brise-glace à propulsion nucléaire de la classe Arktika (première du nom) des années 1970, dans le cadre d'un programme plus large de renouvellement de la flotte de brise-glace lancée peu après la dissolution de l'Union soviétique.
Cette nouvelle série de brise-glace de 60 MW, dite de type LK-60Ya,  comporterait une fonctionnalité de double tirant d'eau qui permettrait au navire d'opérer dans des zones côtières peu profondes ou des fleuves en utilisant ses ballasts.
Bien que les études préliminaires aient été développées près de deux décennies plus tôt, la conception du LK-60Ya a été finalisée en 2009 sous le nom de projet 22220 par le Bureau Central de Design "Iceberg" et la construction du premier navire a été confiée  en août 2012 au chantier naval de la Baltique basé à Saint-Pétersbourg. Deux extensions au contrat initial de mai 2014 et d'août 2019 ont porté à cinq le nombre de brise-glaces du projet 22220 en construction ou en commande, plus deux autres planifiés en 2022,.

## Conception et performances
Comme ses sisterships du projet 22220, Sibir mesure 173,3 m de longueur, 34 m au maître-bau et 51,25 m de haut. Conçu pour fonctionner efficacement à la fois dans les estuaires fluviaux peu profonds de l'Arctique ainsi que le long de la route maritime du Nord, le tirant d'eau du navire peut varier entre environ 9 et 10,5 m en remplissant ou vidant l'eau de ses ballasts, correspondant à un déplacement compris entre 25 540 et 33 530 t,,.
Sibir a un groupe motopropulseur nucléaire-turbo-électrique. La centrale nucléaire embarquée se compose de deux réacteurs à eau sous pression RITM-200 de 175 MW alimentés par de l'uranium 235 enrichi à 20 % et deux turboalternateurs de 36 MW,,.
Le système de propulsion suit le schéma classique du brise-glace polaire avec trois hélices quadripales de 6,2 m entraînées par des moteurs électriques de 20 MW (27 000 ch),,. Avec une puissance de propulsion totale de 60 MW (80 000 ch), Sibir est conçu pour être capable de briser de la glace de 2,8 m d'épaisseur à la vitesse constante de 1,5 à 2 kn (2,8 à 3,7 km/h) à pleine puissance lors de l'utilisation en eau profonde au tirant d'eau initial.

## Construction et mise en service

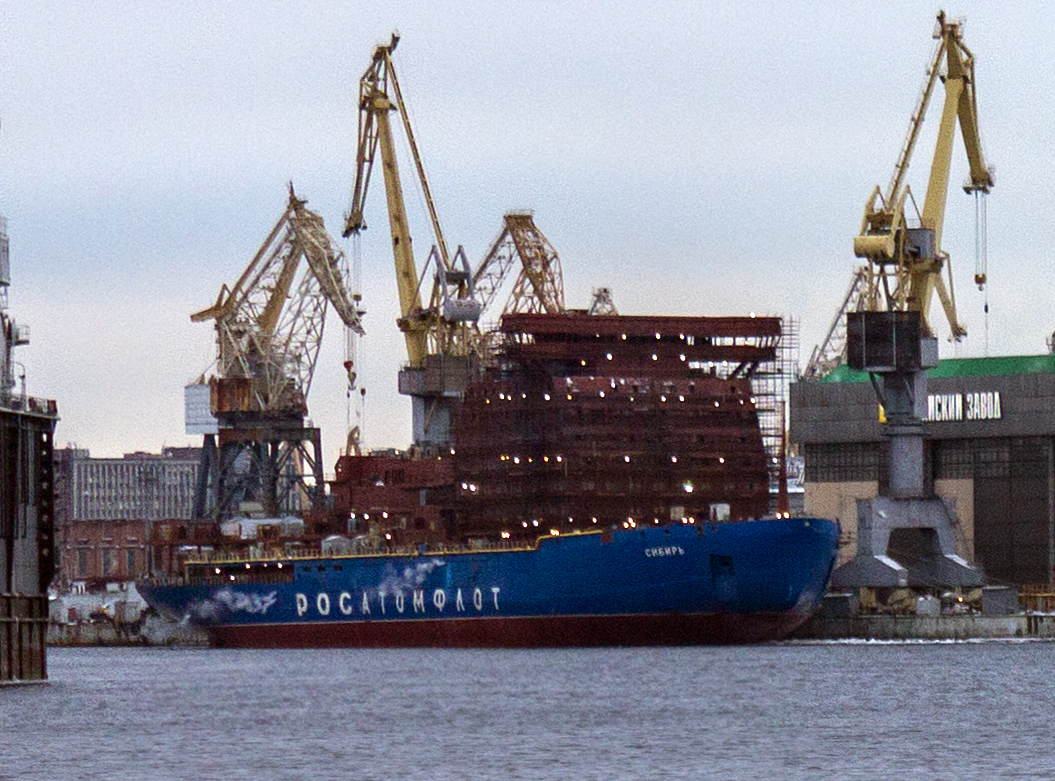
Sibir en construction en décembre 2018.

L'appel d'offres pour la construction de deux brise-glaces à propulsion nucléaire supplémentaires du projet 22220, appelés premier et deuxième navires de série du projet, a été annoncé lors de la cérémonie de pose de la quille du navire de tête l'Arktika le 5 novembre 2013. Le 8 mai 2014, les 84,4 milliards de roubles (environ 2,4 milliards de dollars) du contrat pour deux navires a été attribué au chantier naval de la Baltique, basé à Saint-Pétersbourg, la seule entreprise dont l'offre avait été acceptée.
La quille du deuxième brise-glace du projet 22220 a été posée le 26 mai 2015. Après la mise à l'eau d'Arktika en juin et pour faire place à la pose de la quille du troisième brise-glace, la coque partiellement assemblée pesant environ 3 500 tonnes a été déplacée d'environ 125 m le long de la cale de halage jusqu'à la position où la construction finale de la coque aurait lieu.
Ce brise-glace a été lancé sous le nom de Sibir, mot russe pour Sibérie, le 22 septembre 2017. Auparavant, le nom avait été utilisé sur le deuxième brise-glace nucléaire de classe Arktika I qui était en service de 1977 à 1992, ainsi que sur un brise-glace à vapeur de 1937.
La marraine du navire est Tatiana Golikova, vice-Premier ministre de Russie chargé de la Politique sociale, du Travail, de la Santé et des Retraites depuis 2018.
Initialement, la livraison de ce deuxième brise-glace à propulsion nucléaire du projet 22220 était prévue pour 2018, mais a dû être reportée en raison de problèmes avec la livraison des turbines à vapeur d'un fabricant national.
Sibir est parti pour ses premiers essais en mer le 16 novembre 2021 et revint à Saint-Pétersbourg le 30 novembre. La deuxième campagne d'essais en mer s'est achevée en décembre 2021. Bien que quelques dysfonctionnements mineurs aient été découverts le brise-glace a été livré à Atomflot le 24 décembre 2021.
Le vaisseau a quitté Saint-Pétersbourg le 13 janvier 2022 et, après la cérémonie de remise du pavillon à Mourmansk son port d'attache le 25 janvier 2022, il se dirigea vers sa zone d'activité, la mer de Kara et le golfe de l'Ob afin d'escorter les navires à travers les glaces.